# Top Secret (Fernsehsendung)
Top Secret war eine Quizsendung, die zwischen 2012 und 2018 auf dem Schweizer Fernsehsender SRF 1 jeweils am Mittwoch um 20:05 Uhr ausgestrahlt wurde. Moderiert wurde die Sendung von Roman Kilchsperger. Die Sendung basierte auf der englischen BBC-Sendung Secret Fortune. 

## Spielprinzip
Zu Beginn der Sendung gibt es 20 Couverts, die jeweils eine Zahl von 1 bis 100'000 enthalten. Die Zahl spiegelt den Wert in Schweizer Franken wider. Bei der letzten der neun Fragen erhält der Kandidat den Betrag, der sich im letzten Umschlag befindet. Einmal in der Sendung kann bis auf die Finalrunde eine mitgebrachte Person als «Joker» zur Unterstützung befragt werden.
Die erste Runde besteht aus fünf Fragen. Der Kandidat wählt aus den 20 Couverts pro Frage vier aus. Die Fragen sind so aufgebaut, dass zur besten Antwort das Couvert mit dem grössten Betrag gehört. Anders als bei anderen Quizshows werden keine Antwortmöglichkeiten zur Auswahl vorgegeben. Stattdessen werden drei Antworten «hinausgespielt». Die gewählten Umschläge werden geöffnet und nach Bekanntgabe des ausgeschiedenen Wertes in einem Schredder vernichtet. Das Couvert der letzten Antwort verbleibt für die zweite Runde auf dem Pult des Kandidaten.
In Runde 2 wird auf die richtige Antwort gespielt. In der ersten Frage stehen fünf, bei der zweiten Frage vier und bei der dritten Frage drei Antwortmöglichkeiten zur Auswahl.
In der Finalrunde wird mit den zwei übrig gebliebenen Umschlägen eine Frage mit zwei Antwortmöglichkeiten gestellt.
Die Zahlen in den 20 Couverts sind folgende: 1, 10, 100, 1.000, 2'000, 4'000, 5'000, 6'000, 7'000, 9'000, 10'000, 12'000, 14'000, 16'000, 18'000, 20'000, 25'000, 50'000, 75'000, 100'000.

## Specials – «Top Secret»
In unregelmässigen Abständen gab es Spezialausgaben der Quizshow. So wurden prominente Gäste als Kandidaten eingeladen, die dann den erspielten Betrag an eine wohltätige Organisation spenden. Das grosse Festtagsspecial vom 27. Dezember 2017 mit den beiden Moderatorinnen der Sendung glanz & Gloria – Annina Frey und Nicole Berchtold – sowie dem Liedermacher und Sänger Peter Reber sorgte in den Medien für anhaltende Kritik.

## Ausstrahlung
Die Erstausstrahlung der jeweiligen Folge erfolgte am Mittwoch um 20:05 Uhr auf SRF 1. Die erste Wiederholung erfolgte am Folgetag im Nachtprogramm ebenfalls auf SRF 1. Die zweite Wiederholung erfolgte samstags im Vormittagsprogramm des SRF zwei. Eingestellt wurde die Sendung, nachdem Kilchsperger den SRF verliess.